# Hugh Ross (musicien)
Hugh CM Ross (né le 21 août 1898, mort le 20 janvier 1990 à Manhattan, New York City), est directeur de chorale, chef d'orchestre de la Schola Cantorum de New York et professeur de musique classique américain. 

## Biographie
Hugh Ross naît à Langport, Somerset, en Angleterre, il est le fils de David Melville Ross, chanoine de la cathédrale Saint-André de Wells. Étudiant l'orgue, le piano et le violon, il devient membre du Royal College of Organists à 17 ans, le plus jeune de tous les temps. Il est officier d'artillerie en France pendant la Première Guerre mondiale, mais poursuit ses études au Royal College of Music et à l'Université d'Oxford. 
Après avoir été chef d'orchestre du Winnipeg Choir au Canada, il déménage à New York en 1927 pour diriger la Schola Cantorum. En 1933, il devient professeur à la Manhattan School of Music. Il a également été membre de la faculté du Queens College de la City University of New York. Parmi ses élèves figure notamment le Canadien Filmer Hubble (en).   
Il meurt le 20 janvier 1990 à Manhattan à 91 ans.